# Кульберг, Павел Павлович
Павел-Вильгельм Павлович Кульберг (30 декабря 1843 года, Митава — 9 февраля 1909 года, Тифлис) — русский топограф, геодезист и картограф, генерал-лейтенант Русской императорской армии.
Известен своими астрономо-геодезическими работами по исследованию Сибири, Кавказа и Крыма. Один из активных инициаторов сейсмических наблюдений на Кавказе. Действительный член Императорского Русского географического общества, удостоен медали имени графа Ф. П. Литке (1876).

## Биография
Родился 30 декабря 1843 года в Митаве Курляндской губернии. Окончил физико-математический факультет Дерптского университета. В 1864 году поступил на военную службу вольноопределяющимся в 4-й сапёрный батальон. В 1865 году выдержал офицерский экзамен при Николаевском инженерном училище и произведён в прапорщики.
В 1868 году поступил на геодезическое отделение Николаевской академии Генерального штаба, после окончания двухлетнего курса которой в 1870 году произведён в штабс-капитаны и прикомандирован к Пулковской обсерватории для двухгодичной практики. 30 ноября 1872 года переведён геодезистом в Корпус военных топографов и назначен состоять в Военно-топографический отделе Главного штаба обер-офицером для Государственной съёмки. В 1873 году назначен для выполнения астрономических работ в Сибири, в 1876 году — для определения разности долгот Москвы и Казани.
6 апреля 1877 года назначен штаб-офицером для поручений и астрономических работ при Военно-топографическом отделе штаба Кавказского военного округа. Принял участие в Русско-турецкой войне 1877—1878 годов в составе топографического отряда действующей армии. Участвовал в сражении на Аладжинских высотах в сентябре 1877 года, за что награждён орденом Святого Станислава 2-й степени с мечами. В 1877 и 1880 годах состоял в составе русско-турецкой разграничительной комиссии помощником делегата. С сентября 1885 по октябрь 1886 года — российский императорский комиссар афганской разграничительной комиссии.
4 декабря 1892 года назначен начальником Военно-топографического отдела штаба Кавказского военного округа. 30 августа 1894 года произведён в генерал-майоры, 6 декабря 1902 года — в генерал-лейтенанты.
Скончался 9 февраля 1909 года в Тифлисе. Похоронен на Кукийском православном кладбище Тифлиса.

## Научная деятельность
За время службы провёл обширные астрономо-геодезические работы.
В 1872 году участвовал совместно с А. Р. Бонсдорфом и М. А. Савицким под руководством И. Е. Кортацци в определении разности долгот Пулковской и Московской обсерваторий.
С 1873 по 1876 год совместно с К. В. Шарнгорстом участвовал в определении по телеграфу разностей долгот на протяжении 103° между Московской обсерваторией и Казанью, Екатеринбургом, Омском, Томском, Канском, Иркутском, Читой, Сретенском, Албазиным, Благовещенском, Хабаровкой, Николаевском и Владивостоком. Одновременно провёл астрономические наблюдения по покрытию звёзд Луной и лунных кульминаций. Результаты этой экспедиции, напечатанные в 37 томе «Записок Военно-топографического отдела Главного штаба», вызвали большой интерес у специалистов, а сам Кульберг в 1876 году был удостоен медали имени графа Ф. П. Литке Русского географического общества.
В 1878 году произвёл астрономические наблюдения в Карсской и Эрзерумской областях, Баязетском санджаке и Алашкертской долине (определено положение четырёх объектов). Совместно с И. И. Стебницким определил с помощью телеграфа разности долгот Тифлис — Карс, Карс — Эрзерум, Тифлис — Мусун.
С 1879 по 1883 год провёл обширные наблюдения на Кавказе над качаниями поворотного маятника и исследовал влияние длины штатива на вывод длины секундного маятника. С помощью маятникового прибора Репсольда выполнил измерения силы тяжести в Душете, Гудауре, Владикавказе, Батуме, Елисаветполе, Шемахе, Баку (1884 год), Тифлисе (1885 год). Исследовал отклонение отвесных линий и колебания земной коры.
В 1882—1883 годах совместно с П. И. Гладышевым определил с помощью телеграфа разность долгот Ростов-на-Дону — Тифлис, Тифлис — Шемаха и Тифлис — Баку. В 1884 году совместно с И. Е. Кортацци определил разность долгот между Николаевым и Батумом, в 1885 году с Д. Д. Гедеоновым — между Ростовом-на-Дону и Тифлисом.
В 1888—1893 годах участвовал в триангуляции Крыма, где провёл исследование отклонения отвесной линии под влиянием Крымских гор и Чёрного моря. Совместно с И. Е. Кортацци определил разности долгот Николаев — Феодосия, Балаклава — Ялта, Балаклава — Феодосия, Ялта — Алушта, Ялта — Керчь, Ялта — Симферополь, Ялта — Кекенеиз. В 1892 году с помощью маятникового прибора Репсольда выполнил определение силы тяжести в Ялте и Симферополе.
Под его руководством были изданы сорока- и двадцативёрстные и подготовлены десятивёрстная и этнографическая карты Кавказа. Добился качественного улучшения одновёрстной съёмки Кавказа. Являлся одним из инициаторов организации сейсмических наблюдений на Кавказе.
Результаты своих трудов публиковал в «Известиях Кавказского отдела Русского географического общества». Являлся действительным членом Сибирского (с 1873 года) и Кавказского (с 1878 года) отделов Императорского Русского географического общества. С 1892 года — действительный член Императорского Русского географического общества, с 1906 года — помощник председательствующего в Кавказском отделе. Также с 1893 года — действительный член Русского астрономического общества, с 1894 года — Общества любителей естествознания, антропологии и географии.
Переводил на русский язык работы иностранных авторов по географии.

## Чины
- Вступил в службу 30 декабря 1864 года[3]
- Прапорщик (27 августа 1865 года)
- Подпоручик (29 июля 1866 года)
- Поручик (8 июля 1869 года)
- Штабс-капитан (22 октября 1870 года)
- Генерального штаба капитан (22 марта 1874 года)
- Генерального штаба подполковник (17 апреля 1877 года)
- Генерального штаба полковник (7 апреля 1880 года)
- Генерального штаба генерал-майор (30 августа 1894 года)
- Генерального штаба генерал-лейтенант (6 декабря 1902 года)

## Награды
Российские:
- Орден Святого Станислава 3-й степени (1875 год)
- Орден Святого Владимира 4-й степени (1876 год)
- Орден Святого Станислава 2-й степени с мечами (1878 год)
- Орден Святой Анны 2-й степени (1880 год)
- Орден Святого Владимира 3-й степени (1881 год)
- Орден Святого Станислава 1-й степени (1896 год)
- Орден Святой Анны 1-й степени (1900 год)
- Орден Святого Владимира 2-й степени (1906 год)
- Знак отличия беспорочной службы XL лет (1906 год)[1]
- Серебряная медаль «За спасение погибавших» (1885 год)[1]

Иностранные:
- Орден Османие 3-й степени (Турция, 1883)
- Орден Льва и Солнца 1-й степени (Персия, 1903)

Научные:
- Золотая медаль имени графа Ф. П. Литке (Русское географическое общество, 1876)[12]